# Fuglerede
En fuglerede er det sted fuglene udruger deres æg. 
Fuglenes reder er meget forskellige. Fra en simpel fordybning i jorden til store kunstfærdige bygningsværker.
Mange reder er opbygget med en ydre konstruktion og en indre redeskål. Formålet med den ydre rede er fx at fæstne reden til underlaget, sikre reden mod vind og vejr og somme tider også sikre reden mod fjender. Redeskålen er tit lækkert foret med mos, dun og andre bløde materialer så ungerne og ægene ligger godt.

## Danske eksempler
Som eksempler på kunstfærdige reder lavet af danske ynglefugle kan nævnes Gærdesmuttens kunstfærdige reder. Reden er lavet af græs og kviste og mos. Den har et indgangshul i siden.
En mellemform er Solsortens rede. Den laves af græs og kviste (og andet af en passende længde) og anbringes normalt i buske og træer, men kan også anbringes på andre passende steder i den rigtige højde.
De simpleste reder bygges af de hulrugende fugle. da de ikke skal tænke på den ydre rede man kan koncentrere sig om ungernes velbefindende.

## Galleri
- Husskaderede.
- Stor kobbersnepperede.
- Strudserede.

- Wikimedia Commons har flere filer relateret til Fuglerede

| Fugl | Spire Denne artikel om fugle er en spire som bør udbygges. Du er velkommen til at hjælpe Wikipedia ved at udvide den. |